# Santovenia de Pisuerga
Santovenia de Pisuerga község Spanyolországban, Valladolid tartományban. Santovenia de Pisuerga Valladolid, Cigales és Cabezón de Pisuerga községekkel határos. Lakosainak száma 4703 fő (2024).

## Népesség
A település népessége az utóbbi években az alábbiak szerint változott:
| Lakosok száma | 2418 | 2688 | 3260 | 3732 | 4005 | 4155 | 4298 | 4480 | 4612 | 4703 |
|               | 2001 | 2004 | 2007 | 2009 | 2012 | 2014 | 2017 | 2019 | 2022 | 2024 |